# 林大輅
林大輅（1488年—1560年），字以乘，號二山野人，福建莆田縣人。明朝政治人物。

## 生平
正德八年（1513年）癸酉科福建鄉試舉人，正德九年（1514年）聯捷甲戌科進士，授工部主事，进员外郎。正德十四年明武宗南巡之爭中，因上疏進諫勸阻，被施杖刑、貶至夷陵州判官。
明世宗即位后，恢復官職，历刑部署员外郎，嘉靖元年（1522年）五月升江西按察司佥事，升兵备副使，八年二月升河南按察使，进右布政使，遷湖广左布政使，十二年六月官至都察院右副都御史、湖廣巡撫，十三年九月以地方水灾自劾乞罢，嘉靖帝以大辂受命巡抚，见灾求退，避事沽名，勒令冠带闲住。

## 著作
著有《愧瘖集》。

## 家族
高祖林熊，永樂進士，官山東道御史。曾祖林禮。祖父林光衢。父林易夫，號招唐。母许氏，封太淑人。幼弟林大轮，嘉靖乙卯舉人，官余杭知县。
子林敦復，都匀府知府；敦履、敦艮、敦乾。